# Risoba alata
Risoba alata är en fjärilsart som beskrevs av Embrik Strand 1917. Risoba alata ingår i släktet Risoba och familjen trågspinnare. Inga underarter finns listade.